# Nara (narod)
Nara su etnička skupina koja naseljava jugozapadnu Eritreju.
Prema eritrejskoj vladi, Nara su potomci prvih nilo-saharskih doseljenika u Eritreji, koji su migrirali s područja Gornjeg Nila i pomiješali se kroz bračne veze s lokalnim pigmejskim stanovništvom.
Danas Nara Ima oko 108 000, jedna su od najmanjih etničkih grupa na Afričkom rogu., a čine oko 1,5% stanovništva Eritreje.
Njihovo je područje smješteno sjeverno od područja Kunama, u zapadnim dijelovima doline Barka, uz granicu sa Sudanom.
Populacija Nara podijeljena je u četiri podplemena: Higir, Mogareb, Koyta i Santora.
Etnonim Nara znači "Nebesko utočište". Nekad su se nazivali i Barya.

## Gospodarstvo
Uglavnom su poljoprivrednici, korisnici državnih poticaja.

## Religija
Nara su se tradicionalno su držali animističkih uvjerenja. Nakon egipatske okupacije u 19. stoljeću, većina Nara usvojila je islam . Manjina također slijedi kršćanstvo.

## Jezik
Narod Nara govori jezik Nara. Kroz kontakt sa susjednim etničkim grupama koje govore Afroazijske jezike, mnogi Nara su dvojezični u Tigreu i/ili arapskom. Nara nisu imali svoj sustav pisanja, a nekoliko postojećih djela u Nara jeziku nastalo je transkribiranjem u druga pisma, tigre ili arapsko.

## Društvena organizacija
Društvena organizacija naroda Nara temelji se na klanu i subklanu, a ljudi žive u selima i zaseocima. Obiteljski sustav je patrilinealan, za razliku od naroda Kuname. Zemljište pripada klanu i dijeli se među obiteljima u klanu.

## Genetika
Prema Trombetta et al. (2015), 60% Nare su nositelji E1b1b očinske haplogrupe. Od tog broja, oko 13% nose V32 podkladu, kojoj pripada 60% Tigre semitskih govornika u Eritreji. To ukazuje na značajan protok gena iz susjednih muškaraca koji govore afro-azijski jezik u zajednicu predaka Nare. Cruciani rt al. (2010) također su primijetili da su preostale osobe iz Nare primarno nositelji afro-azijske haplogrupe J (20%), kao i linije A (20%), koja je uobičajena među Nilotima.